# Edward Evans-Pritchard
Edward Evan (E. E.) Evans-Pritchard (ur. 21 września 1902 w Crowborough, zm. 11 września 1973 w Oksfordzie) – brytyjski antropolog kulturowy, sir.

## Życie i działalność
W czasie studiów w London School of Economics pozostawał pod wpływem Bronisława Malinowskiego i Charlesa Seligmana. Większość jego prac dotyczyła ludów północnej Afryki, początkowo ludu Azande, a później Nuerów z południowego Sudanu. Trzytomowa monografia Nuerów stała się klasyczną pozycją studiowaną do tej pory przez studentów antropologii. Opracowany przez Evansa-Pritcharda model segmentarny opisuje funkcjonowanie społeczeństw pozbawionych formalnego przywództwa i instytucji politycznych.
Evans-Pritchard rozwijał swoje teorie w duchu programu funkcjonalizmu, zapoczątkowanego w antropologii brytyjskiej przez A.R. Radcliffe’a-Browna, jednakże różnił się od niego traktowaniem antropologii bardziej jako nauki humanistycznej niż części przyrodoznawstwa.
Od lat 50. koncentrował się na pracy teoretycznej, wynikiem której była m.in. książka Theories of Primitive Religion.
Profesor antropologii na Uniwersytecie w Oksfordzie w latach 1946–1970. W 1971 otrzymał tytuł szlachecki.

## Publikacje
- 1937 Witchcraft, Oracles and Magic Among the Azande. Oxford University Press. 1976 abridged edition: ISBN 0-19-874029-8
- 1940a The Nuer: A Description of the Modes of Livelihood and Political Institutions of a Nilotic People. Oxford: Clarendon Press.
- 1940b The Nuer of the Southern Sudan in African Political Systems. M. Fortes and E.E. Evans-Prtitchard, eds., London: Oxford University Press., p. 272-296.
- 1949 The Sanusi of Cyrenaica. London: Oxford: Oxford University Press.
- 1951a Kinship and Marriage Among the Nuer. Oxford: Clarendon Press.
- 1951b Kinship and Local Community among the Nuer in African Systems of Kinship and Marriage. A.R. Radcliffe-Brown and D.Forde, eds., London: Oxford University Press. p. 360-391.
- 1956 Nuer Religion. Oxford: Clarendon Press.
- 1962 Social Anthropology and Other Essays. New York: The Free Press. BBC Third Programme Lectures, 1950.
- 1965 Theories of Primitive Religion. Oxford University Press. ISBN 0-19-823131-8
- 1987 Kinship and the Local Community among the Nuer in African Systems of Kinship and Marriage. A.R. Radcliffe-Brown and Daryll Forde, Eds. London: KPI Ltd.

## Tłumaczenia prac na j. polski
- Czary, wyrocznie i magia u Azande (wersja skrócona), przeł. Sebastian Szymański, wstęp Joanna Tokarska-Bakir, Warszawa 2008, PIW, seria Antropologiczna, ISBN 978-83-06-03169-0 (Witchcraft. Oracle and magic among the Azande 1937, edycja skrócona 1976)
- Religia Nuerów, tł. Kamila Baraniecka i Mikołaj Olszewski, Kęty 2007, Wydawnictwo Marek Derewiecki, seria Biblioteka Klasyków Antropologii ISBN 978-83-89637-43-7 (Nuer religion 1956)
- Wódz w lamparciej skórze [w:] Etnologia. Wybór tekstów, Sokolewicz Zofia (red.), Państwowe Wydawnictwo Naukowe, Warszawa 1969, ss. 160-172.